# Ричард Стейнбърг
Ричард Стейнбърг (на английски: Richard Steinberg) е американски писател на бестселъри в жанра трилър.

## Биография и творчество
Ричард Брадли Стейнбърг е роден на 27 януари 1958 г. в Калифорния, САЩ.
Работи като телохранител. Основава фирма за анализ на мерки за лична и международната сигурност. Чете лекции по борба с тероризма и въпросите на сигурността.
Първият му трилър „Requiescat“ (Заупокойна молитва) е публикуван през 1994 г., като е съавтор с майка си Глория Стейнбърг.
Става известен с романите си „The Gemini Man“ и „Взлом“.
Ричард Стейнбърг живее в Лас Вегас и Глендейл, Калифорния.

## Произведения

### Самостоятелни романи
- Requiescat (1994) – с Глория Стейнбърг
- Archetype (1998)
- The Gemini Man (1998)
- Nobody's Safe (1999) 
Взлом, изд.: ИК „Бард“, София (1999), прев. Иван Златарски
- The Four Phase Man (2000)[1]